# Aung Thu (cầu thủ bóng đá)
Aung Thu (tiếng Miến Điện: အောင်သူ; sinh ngày 22 tháng 5 năm 1996) là một cầu thủ bóng đá chuyên nghiệp người Myanmar hiện đang thi đấu ở vị trí tiền đạo cho câu lạc bộ Uthai Thani tại Thai League 1 và đội tuyển quốc gia Myanmar. Anh từng thi đấu cho đội tuyển Myanmar tại các giải đấu quốc tế ở cấp độ trẻ như: U–17, U–20 và U–23. Tại vòng bảng FIFA U-20 World Cup năm 2015, anh là người ghi bàn thắng duy nhất vào lưới U–20 New Zealand.

## Sự nghiệp quốc tế
Aung Thu ra mắt đội tuyển quốc gia Myanmar vào ngày 28 tháng 8 năm 2015 trong trận giao hữu với UAE. Bàn thắng đầu tiên của anh được ghi vào lưới đội tuyển Lào tại vòng loại World Cup 2018.

## Đội tuyển quốc gia
Tính đến ngày 6 tháng 6 năm 2019
| Đội tuyển | Năm       | Số Trận | Bàn thắng |
| --------- | --------- | ------- | --------- |
| Myanmar   | 2015      | 6       | 1         |
| Myanmar   | 2016      | 12      | 3         |
| Myanmar   | 2017      | 7       | 3         |
| Myanmar   | 2018      | 6       | 1         |
| Myanmar   | 2019      | 9       | 1         |
| Tổng cộng | Tổng cộng | 40      | 9         |

### Bàn thắng
Bàn thắng ghi được trong màu áo đội tuyển quốc gia Myanmar.
| #     | Ngày                 | Địa điểm                                  | Đối thủ    | Ghi bàn | Kết quả | Giải đấu                 |
| ----- | -------------------- | ----------------------------------------- | ---------- | ------- | ------- | ------------------------ |
| 1.    | 13 tháng 10 năm 2015 | Sân vận động Supachalasai, Bangkok        | Lào        | 3 –1    | 3–1     | Vòng loại World Cup 2018 |
| 2.    | 29 tháng 3 năm 2016  | Sân vận động Quốc tế Saida, Sidon         | Liban      | 1 –0    | 1–1     | Vòng loại World Cup 2018 |
| 3.    | 20 tháng 11 năm 2016 | Sân vận động Thuwunna, Yangon             | Việt Nam   | 1 –1    | 1–2     | AFF Cup 2016             |
| 4.    | 23 tháng 11 năm 2016 | Sân vận động Thuwunna, Yangon             | Campuchia  | 3 –1    | 3–1     | AFF Cup 2016             |
| 5.    | 5 tháng 10 năm 2017  | Sân vận động Mandalarthiri, Mandalay      | Thái Lan   | 1 –2    | 1–3     | Giao hữu                 |
| 6.    | 10 tháng 10 năm 2017 | Sân vận động Thuwunna, Yangon             | Kyrgyzstan | 1 –2    | 2–2     | Vòng loại Asian Cup 2019 |
| 7.    | 9 tháng 11 năm 2017  | Sân vận động Olympic, Phnom Penh          | Campuchia  | 2 –1    | 2–1     | Giao hữu                 |
| số 8. | 16 tháng 11 năm 2018 | Sân vận động Quốc gia Lào mới, Viêng Chăn | Lào        | 1 –1    | 3–1     | AFF Cup 2018             |
| 9.    | 14 tháng 11 năm 2019 | Sân vận động Mandalarthiri, Mandalay      | Tajikistan | 3 –1    | 4–3     | Vòng loại World Cup 2022 |

## Danh hiệu

### Câu lạc bộ
Yadanarbon
- Giải VĐQG Myanmar 2016: 2016

### Cá nhân
- Cầu thủ trẻ xuất sắc nhất AFF: 2015
- Cầu thủ Myanmar xuất sắc nhất năm: 2014, 2015, 2016, 2017
- Cầu thủ xuất sắc nhất giải VĐQG Myanmar: 2015, 2016, 2017

### Quốc tế
U20 Myanmar
- Hassanal Bolkiah Trophy: 2014

## Đời tư
Aung Thu kết hôn với nữ diễn viên Poe Ei Ei Khant vào ngày 31 tháng 5 năm 2018; lễ cưới được tổ chức vào ngày 26 tháng 3 năm 2019 tại Western Park. Họ sinh con trai đầu lòng Thwin Oo Han vào ngày 19 tháng 7 năm 2019.